# إيمانول أغيريتشي
ايمانول اغيريتشي (بالإسبانية: Imanol Agirretxe)؛ مواليد 24 فبراير 1987 في أوسوربيل، إسبانيا، هو لاعب كرة قدم إسباني يلعب لنادي ريال سوسيداد ومنتخب إسبانيا لكرة القدم فئة الشباب كمهاجم.
بدون احتساب فترة إعارته القصيرة في نادي كاستييون الإسباني، فقد قضى إيماونيل أغيريتشي مسيرته الاحترافية بالكامل يلعب لصالح فريق ريال سوسيداد الذي يلعب في الدوري الإسباني (الدرجة الأولى) وشارك مع النادي في 272 مباراة سجل فيها 75 هدف.

## وصلات خارجية
- إيمانول أغيريتشي على موقع الاتحاد الأوربي (الإنجليزية)
- إيمانول أغيريتشي على موقع قاعدة بيانات كرة القدم.إي يو (الإنجليزية)
- إيمانول أغيريتشي على موقع Soccerway.com (الإنجليزية)
- إيمانول أغيريتشي على موقع عالم كرة القدم.نت (الإنجليزية)
- إيمانول أغيريتشي على موقع كووورة
- إيمانول أغيريتشي على موقع AS.com (الإسبانية)
- الملف الشخصي لإيمانول أغيريتشي على الموقع الإلكتروني لنادي ريال سوسيداد
- بيانات اللاعب إيمانول أغيرتشي